# Szabó Miklós (politikus)
Szabó Miklós (Budapest, 1922. október 27.) író, újságíró, a Független Kisgazdapárt tagja, Kerekes Mihály fedőnéven a magyar hírszerzés nyugati emigrációban tevékenykedő ügynöke.

## Élete
Nagyszülei földművesek, apja – aki 1932-ben hunyt el – honvéd főszámvivő volt. Budapesten a Zrínyi Miklós Reálgimnáziumban érettségizett. Ezt követően 1942 januárjában általános műszerészként helyezkedett el a Gamma Finommechanikai és Optikai Műveknél. 1943 októberéig itt dolgozott tisztviselőként, majd innen vonult be katonának.
1942-ben csatlakozott az ellenállási mozgalomhoz, 1944-ben pedig részt vett a fegyveres ellenállásban is a német megszállók ellen.
Bár az 1985-ben megjelent Csendes háború című visszaemlékezésében azt írta, hogy tagja volt az Ideiglenes Nemzetgyűlésnek vagy/és az 1945-1947-es országgyűlésnek, illetve hogy az FKgP párt országos propagandaosztályának helyettes vezetője lett volna, ezeket már abban az időben cáfolták. Neve nem szerepelt egyetlen hivatalos képviselői névjegyzéken sem, (bár az INGY-nek valóban volt Szabó László nevű tagja, aki azonban egy nádudvari gazdálkodó volt, utóbb a csonka Bihar vármegye alispánja). A kisgazdapárt propagandaosztályának is legfeljebb a munkatársa lehetett, vezetői pozícióban nem volt.
Tevékenysége miatt illegalitásba kellett vonulnia. Több mint három évnyi bujkálást követően 1949 júliusában tartóztatták le. Ezt követően vizsgálati fogságban, börtönben és internálótáborban volt 1953 szeptemberéig, az internálótáborok feloszlatásáig. Ez idő alatt szervezte be az Államvédelmi Hatóság (ÁVH).
Szabadulása után műszerészként dolgozott a Fővárosi Finommechanikai Vállalatnál. 1955 januárjában politikai múltja miatt elbocsátották. Ezután alkalmi szakmunkákból élt, majd 1955 decemberében disszidált. Bécsben a menekültek felkérésére – Nagy Ferenc és Varga Béla támogatásával – ügyeik intézésével foglalkozott. Közben újságíróként dolgozott. 1956 novemberben egyik alapítója és ausztriai megbízottja lett a „Magyar Forradalmi Tanácsnak”. Alapítója és főtitkára volt a „Menekült Magyarok Kultúrintézetének” is.
Máig nem teljesen világos, hogy az ÁVH mivel tartotta sakkban Szabót külföldre távozása után, illetve hogy miért bíztak meg benne ilyen mértékben addig is, amíg nem mutatott fel konkrét eredményeket. Vagy ha már a háború előtt is – sokakhoz hasonlóan – „titkos kommunista” volt, miért vállalt volna hosszas börtönbüntetést, illetve internálást.
Az emigrációnak elsősorban bomlasztó tevékenységével ártott, megakadályozva külföldi emigráns kormány megalakítását. Tevékenységével lehetővé tette továbbá, hogy a magyar hatóságok hatékonyan megkérdőjelezhessék az ENSZ bizottság előtt nevük titokban tartásával kihallgatott személyek szavahihetőségét, s ezzel jelentősen hozzájárult ahhoz, hogy így a magyar kérdés idő előtt lekerüljön az ENSZ napirendjéről.
Több forrás Szabót nevezi meg a felelősnek Renner Péter elfogásáért és kivégzéséért is, azonban az ÁBTL kutatói, Kónyáné dr. Kutrucz Katalin és Petrikné Vámos Ida ezt kizárták.
1957-ben váratlanul visszatért Magyarországra. Hazatérése önmagában azért nem keltett gyanút, mert már 1955-től többen tértek haza – köztük Páger Antal akkori sztárszínésszel –, vagy fontolgatták a hazatelepülést. Sokan csömörlöttek meg az emigrációs vezetők marakodása, a befogadó országok napi politikájának és propagandájának kritikátlan kiszolgálása miatt, illetve amiatt, hogy nem lehetett szétválasztani, hogy a hazaiak vagy a rendszer kárára tevékenykednek-e, okoznak-e károkat. Bár a realistább emigráns vezetőket ezek a kérdések egyáltalán nem foglalkoztatták.
1957. október 3-án a Magyar Újságírók Országos Szövetségének (MÚOSZ) székházában tartott sajtótájékoztatót „az imperialisták Magyarország ellen irányuló kémtevékenységéről”.
Hazatérése után számos visszaemlékezése, az emigrációval kapcsolatos elemzése, továbbá regénye és kisregénye jelent meg. 1958-ban kiadott, Foglalkozásuk: emigráns című könyvét a következő évben kiadták orosz, német, francia, spanyol nyelven is (Èmigranty po professii, Beruf: Emigrant, Profession: émigré illetve Profesion: emigrado címmel).
1986-os, Stefka Istvánnak adott interjújában hozta nyilvánosságra, hogy külföldön az Államvédelmi Hatóság hírszerzésének ügynökeként tevékenykedett.

## Könyvei, visszaemlékezései
- A strassburgi magyar forradalmi tanács tagja voltam - Szabó Miklós önvallomása, Kossuth Könyvkiadó, Budapest, 1957, 31 oldal
- Foglalkozásuk: emigráns, Kossuth Könyvkiadó, Budapest, 1958, 308 oldal
- Hontalanok, Kossuth Kiadó, Budapest, 1960, 191 oldal
- Hazatértek, 1961
- Csendes háború, visszaemlékezés, Zrínyi Kiadó, Budapest, 1984, 1986, 422 oldal, előszó: Berecz János

## Regényei, kisregényei
- A 117-es ügynök, Zrínyi Kiadó, Budapest, 1961, 166 oldal
- A hirtenbergi ördögfiókák, kisregény, Móra Kiadó, Budapest, 1962, 250 oldal
- Alfa team, 1963
- Fény a redőny mögött, Zrínyi Katonai Kiadó, Budapest, 1968, Reflektor sorozat 11.
- Zöldsapkások, 1985

## Film
- Fény a redőny mögött, bűnügyi film, 1966, rendezte: Nádasy László

## Dokumentumfilm
- 1957 – Magyar Filmhíradó 41., Leleplező nyilatkozat, Filmhíradók Online, 1957. október, 2 perc 23 mp
- 1986 – Stefka István: Szabó Miklós interjú, Magyar Televízió